# Großer Preis von Japan 1994
Der Große Preis von Japan 1994 (offiziell XX Fuji Television Japanese Grand Prix) fand am 6. November auf dem Suzuka International Racing Cource in Suzuka statt und war das 15. Rennen der Formel-1-Weltmeisterschaft 1994.

## Berichte

### Hintergrund
Nach dem Großen Preis von Europa führte Michael Schumacher in der Fahrerwertung mit fünf Punkten vor Damon Hill und mit 51 Punkten vor Gerhard Berger. Bei noch zwei ausbleibenden Rennen konnten daher nur noch Schumacher und Hill Fahrerweltmeister werden. Schumacher fühlte sich „sehr zuversichtlich“, was das Rennen anging und auch Hill gab an, er sei „optimistisch“. In der Konstrukteurswertung führte Benetton-Ford mit zwei Punkten vor Williams-Renault und mit 37 Punkten vor Ferrari.
Vor dem Rennwochenende gab es insgesamt fünf Fahrerwechsel: Johnny Herbert wechselte von Ligier zu Benetton nach einem einzigen Rennen in dem französischen Team, womit er Jos Verstappen ablöste. Seinen Platz bei Ligier nahm Franck Lagorce ein. Éric Bernard verlor seinen Platz bei Lotus an Mika Salo, der davor in der japanischen Formel 3000 gefahren ist. Außerdem schloss sich bei Simtek Taki Inoue für ein Rennen an, womit er Domenico Schiattarella ersetzte. Letztlich kehrte JJ Lehto zu Sauber zurück, um Andrea de Cesaris zu ersetzen, nachdem der Italiener sich plötzlich von der Formel 1 zurückgezogen hatte. Lagorce, Salo und Inoue feierten ihr Formel-1-Debüt.
Mit Berger (zweimal) trat ein ehemaliger Sieger zu diesem Grand Prix an.

### Qualifying
Es gab zwei Qualifikationstrainings, jeweils eines am Freitag und eins am Samstag. Alle Fahrer fuhren am Freitag ihre Bestzeit. Schumacher sicherte sich mit knapp einer halben Sekunde Vorsprung die Pole-Position vor Hill. Dritter wurde Heinz-Harald Frentzen im Sauber.

### Rennen
Das Rennen begann in starkem Regen, was verschiedene Fahrzeuge aufgrund von Aquaplaning zum Rausdrehen brachte. Bis Runde drei gehörten folgende Fahrer dazu: Schumachers Teamkollege Herbert, Lagorce, Pierluigi Martini, Michele Alboreto und alle drei japanischen Rennfahrer (wobei Ukyō Katayama und Hideki Noda in verschiedenen Unfällen verletzt wurden). Lehto war beim Start ausgeschieden, weil sein Motor versagte. Ebenfalls schied Berger mit Batterieproblemen in Runde elf aus.
In Runde 13 verunfallte Gianni Morbidelli seinen Footwork in einer der S-Kurven im ersten Sektor. Kurz darauf drehte sich Martin Brundle mit seinem McLaren von der Strecke und verunfallte an der gleichen Stelle wie Morbidelli, prallte von einer Reifenwand ab und traf dabei einen Sportwart, der dabei war, Morbidellis Fahrzeug aus dem Kiesbett zu bewegen. Der Sportwart erlitt ein gebrochenes Bein, was die Liste der Verletzungen in der Saison weiter erhöhte. Anschließend wurde das Rennen sofort unterbrochen. Brundle und Morbidelli blieben beide unverletzt. Rubens Barrichello musste sich in Runde 17 mit Getriebeproblemen zurückziehen und auch Blundell war dazu gezwungen, sich von seinem zehnten Platz zurückzuziehen, nachdem sein Motor in Runde 27 versagte. Dies beendete das Wochenende für Tyrrell. So verblieben 13 Fahrer, die die verbleibenden 23 Runden ohne weitere Ausscheidungen überstanden.
Als der Regen abschwächte wurde entschieden, das Rennen, welches gemäß dem Zeitlimit nur noch eine Stunde dauern durfte, mit korrigierter Gesamtzeit fortzuführen. Schumacher war um 6,8 Sekunden in Führung, als die rote Flagge gezeigt wurde, doch Hill kam mit größerem Vorsprung ins Ziel (10,1 Sekunden), womit er den Sieg um 3,3 Sekunden erzielte. Es war das letzte Rennen der Formel 1, in dem die korrigierte Gesamtzeit zur Ermittlung des Rennsiegers verwendet wurde.
Durch den Sieg hatte Hill in der Meisterschaft nur noch einen Punkt Rückstand auf Schumacher, mit einem Rennen verbleibend. Dieses Rennen stellte sich außerdem als das letzte von Érik Comas heraus.

## Meldeliste
| Team                      | Nr. | Fahrer                | Chassis        | Motor                 | Reifen |
| ------------------------- | --- | --------------------- | -------------- | --------------------- | ------ |
| Rothmans Williams Renault | 0   | Damon Hill            | Williams FW16  | Renault 3.5 V10       | G      |
| Rothmans Williams Renault | 02  | Nigel Mansell         | Williams FW16  | Renault 3.5 V10       | G      |
| Tyrrell                   | 03  | Ukyō Katayama         | Tyrrell 022    | Yamaha 3.5 V10        | G      |
| Tyrrell                   | 04  | Mark Blundell         | Tyrrell 022    | Yamaha 3.5 V10        | G      |
| Mild Seven Benetton Ford  | 05  | Michael Schumacher    | Benetton B194  | Ford Zetec-R 3.5 V8   | G      |
| Mild Seven Benetton Ford  | 06  | Johnny Herbert        | Benetton B194  | Ford Zetec-R 3.5 V8   | G      |
| Marlboro McLaren Peugeot  | 07  | Mika Häkkinen         | McLaren MP4/9  | Peugeot 3.5 V10       | G      |
| Marlboro McLaren Peugeot  | 08  | Martin Brundle        | McLaren MP4/9  | Peugeot 3.5 V10       | G      |
| Footwork Ford             | 09  | Christian Fittipaldi  | Footwork FA15  | Ford HB 3.5 V8        | G      |
| Footwork Ford             | 10  | Gianni Morbidelli     | Footwork FA15  | Ford HB 3.5 V8        | G      |
| Team Lotus                | 11  | Mika Salo             | Lotus 107C     | Mugen-Honda 3.5 V10   | G      |
| Team Lotus                | 12  | Alessandro Zanardi    | Lotus 107C     | Mugen-Honda 3.5 V10   | G      |
| Sasol Jordan              | 14  | Rubens Barrichello    | Jordan 194     | Hart 3.5 V10          | G      |
| Sasol Jordan              | 15  | Eddie Irvine          | Jordan 194     | Hart 3.5 V10          | G      |
| Tourtel Larrousse F1      | 19  | Hideki Noda           | Larrousse LH94 | Ford HB 3.5 V8        | G      |
| Tourtel Larrousse F1      | 20  | Érik Comas            | Larrousse LH94 | Ford HB 3.5 V8        | G      |
| Minardi Scuderia Italia   | 23  | Pierluigi Martini     | Minardi M193B  | Ford HB 3.5 V8        | G      |
| Minardi Scuderia Italia   | 24  | Michele Alboreto      | Minardi M193B  | Ford HB 3.5 V8        | G      |
| Ligier Gitanes Blondes    | 25  | Franck Lagorce        | Ligier JS39B   | Renault 3.5 V10       | G      |
| Ligier Gitanes Blondes    | 26  | Olivier Panis         | Ligier JS39B   | Renault 3.5 V10       | G      |
| Scuderia Ferrari SpA      | 27  | Jean Alesi            | Ferrari 412T1  | Ferrari 3.5 V12       | G      |
| Scuderia Ferrari SpA      | 28  | Gerhard Berger        | Ferrari 412T1  | Ferrari 3.5 V12       | G      |
| Broker Sauber Mercedes    | 29  | JJ Lehto              | Sauber C13     | Mercedes-Benz 3.5 V10 | G      |
| Broker Sauber Mercedes    | 30  | Heinz-Harald Frentzen | Sauber C13     | Mercedes-Benz 3.5 V10 | G      |
| MTV Simtek Ford           | 31  | David Brabham         | Simtek S941    | Ford HB 3.5 V8        | G      |
| MTV Simtek Ford           | 32  | Taki Inoue            | Simtek S941    | Ford HB 3.5 V8        | G      |
| Pacific Grand Prix Ltd    | 33  | Paul Belmondo         | Pacific PR01   | Ilmor 3.5 V10         | G      |
| Pacific Grand Prix Ltd    | 34  | Bertrand Gachot       | Pacific PR01   | Ilmor 3.5 V10         | G      |

## Klassifikation

### Qualifying
| Pos. | Fahrer                | Konstrukteur      | Q1       | Q2         | Start |
| ---- | --------------------- | ----------------- | -------- | ---------- | ----- |
| 01   | Michael Schumacher    | Benetton-Ford     | 1:37,209 | 1:57,128   | 01    |
| 02   | Damon Hill            | Williams-Renault  | 1:37,696 | 1:57,278   | 02    |
| 03   | Heinz-Harald Frentzen | Sauber-Mercedes   | 1:37,742 | 1:56,935   | 03    |
| 04   | Nigel Mansell         | Williams-Renault  | 1:37,768 | 2:00,963   | 04    |
| 05   | Johnny Herbert        | Benetton-Ford     | 1:37,828 | 1:59,729   | 05    |
| 06   | Eddie Irvine          | Jordan-Hart       | 1:37,880 | 1:57,760   | 06    |
| 07   | Jean Alesi            | Ferrari           | 1:37,907 | 1:58,610   | 07    |
| 08   | Mika Häkkinen         | McLaren-Peugeot   | 1:37,998 | 1:58,204   | 08    |
| 09   | Martin Brundle        | McLaren-Peugeot   | 1:38,076 | 1:56,876   | 09    |
| 10   | Rubens Barrichello    | Jordan-Hart       | 1:38,533 | 2:01,905   | 10    |
| 11   | Gerhard Berger        | Ferrari           | 1:38,570 | 1:58,926   | 11    |
| 12   | Gianni Morbidelli     | Footwork-Ford     | 1:39,030 | 2:07,293   | 12    |
| 13   | Mark Blundell         | Tyrrell-Yamaha    | 1:39,266 | 2:02,266   | 13    |
| 14   | Ukyō Katayama         | Tyrrell-Yamaha    | 1:39,462 | 2:04,187   | 14    |
| 15   | JJ Lehto              | Sauber-Mercedes   | 1:39,483 | 1:59,943   | 15    |
| 16   | Pierluigi Martini     | Minardi-Ford      | 1:39,548 | 2:01,929   | 16    |
| 17   | Alessandro Zanardi    | Lotus-Mugen-Honda | 1:39,721 | 2:02,077   | 17    |
| 18   | Christian Fittipaldi  | Footwork-Ford     | 1:39,868 | 2:00,084   | 18    |
| 19   | Olivier Panis         | Ligier-Renault    | 1:40,042 | 2:00,575   | 19    |
| 20   | Franck Lagorce        | Ligier-Renault    | 1:40,577 | 2:02,780   | 20    |
| 21   | Michele Alboreto      | Minardi-Ford      | 1:40,652 | 2:02,219   | 21    |
| 22   | Érik Comas            | Larrousse-Ford    | 1:40,978 | 2:01,035   | 22    |
| 23   | Hideki Noda           | Larrousse-Ford    | 1:40,990 | 2:05,354   | Box   |
| 24   | David Brabham         | Simtek-Ford       | 1:41,659 | 2:09,453   | 24    |
| 25   | Mika Salo             | Lotus-Mugen-Honda | 1:41,805 | 2:01,637   | 25    |
| 26   | Taki Inoue            | Simtek-Ford       | 1:45,004 | keine Zeit | 26    |
| DNQ  | Bertrand Gachot       | Pacific-Ilmore    | 1:46,374 | keine Zeit | –     |
| DNQ  | Paul Belmondo         | Pacific-Ilmore    | 1:46,629 | keine Zeit | –     |

### Rennen
| Pos. | Fahrer                | Konstrukteur      | Runden | Stopps | Zeit        | Start | Schnellste Runde |
| ---- | --------------------- | ----------------- | ------ | ------ | ----------- | ----- | ---------------- |
| 01   | Damon Hill            | Williams-Renault  | 50     | 1      | 1:55:53,532 | 02    | 1:56,597 (24.)   |
| 02   | Michael Schumacher    | Benetton-Ford     | 50     | 2      | + 3,365     | 01    | 1:56,679 (44.)   |
| 03   | Jean Alesi            | Ferrari           | 50     | 1      | + 52,045    | 07    | 1:58,438 (24.)   |
| 04   | Nigel Mansell         | Williams-Renault  | 50     | 1      | + 56,074    | 04    | 1:57,912 (25.)   |
| 05   | Eddie Irvine          | Jordan-Hart       | 50     | 1      | + 1:42,107  | 06    | 1:28,095 (31.)   |
| 06   | Heinz-Harald Frentzen | Sauber-Mercedes   | 50     | 1      | + 1:59,863  | 03    | 1:59,612 (19.)   |
| 07   | Mika Häkkinen         | McLaren-Peugeot   | 50     | 1      | + 2:02,985  | 08    | 1:59,831 (24.)   |
| 08   | Christian Fittipaldi  | Footwork-Ford     | 49     | 1      | + 1 Runde   | 18    | 2:00,456 (26.)   |
| 09   | Érik Comas            | Larrousse-Ford    | 49     | 1      | + 1 Runde   | 22    | 2:01,088 (40.)   |
| 10   | Mika Salo             | Lotus-Mugen-Honda | 49     | 1      | + 1 Runde   | 25    | 2:01,811 (43.)   |
| 11   | Olivier Panis         | Ligier-Renault    | 49     | 0      | + 1 Runde   | 19    | 2:02,413 (39.)   |
| 12   | David Brabham         | Simtek-Ford       | 48     | 2      | + 2 Runden  | 24    | 2:03,105 (41.)   |
| 13   | Alessandro Zanardi    | Lotus-Mugen-Honda | 48     | 0      | + 2 Runden  | 17    | 2:04,371 (26.)   |
| –    | Mark Blundell         | Tyrrell-Yamaha    | 26     | 1      | DNF         | 13    | 2:00,437 (20.)   |
| –    | Rubens Barrichello    | Jordan-Hart       | 16     | 0      | DNF         | 10    | 2:07,632 (13.)   |
| –    | Martin Brundle        | McLaren-Peugeot   | 13     | 0      | DNF         | 09    | 2:04,733 (13.)   |
| –    | Gianni Morbidelli     | Footwork-Ford     | 13     | 0      | DNF         | 12    | 2:06,206 (13.)   |
| –    | Gerhard Berger        | Ferrari           | 10     | 0      | DNF         | 11    | 2:11,960 (02.)   |
| –    | Franck Lagorce        | Ligier-Renault    | 10     | 0      | DNF         | 20    | 2:20,381 (02.)   |
| –    | Pierluigi Martini     | Minardi-Ford      | 10     | 0      | DNF         | 16    | 2:19,252 (02.)   |
| –    | Michele Alboreto      | Minardi-Ford      | 10     | 0      | DNF         | 21    | 2:21,689 (02.)   |
| –    | Johnny Herbert        | Benetton-Ford     | 3      | 0      | DNF         | 05    | 2:12,194 (02.)   |
| –    | Ukyō Katayama         | Tyrrell-Yamaha    | 3      | 0      | DNF         | 14    | 2:16,655 (02.)   |
| –    | Taki Inoue            | Simtek-Ford       | 3      | 0      | DNF         | 26    | 2:21,978 (02.)   |
| –    | JJ Lehto              | Sauber-Mercedes   | 0      | 0      | DNF         | 15    | –                |
| –    | Hideki Noda           | Larrousse-Ford    | 0      | 0      | DNF         | Box   | –                |

## WM-Stände nach dem Rennen
Die ersten sechs Fahrer jedes Rennens bekamen 10, 6, 4, 3, 2 bzw. 1 Punkt(e).

### Fahrerwertung
| Pos. | Fahrer                | Konstrukteur                       | Punkte |
| ---- | --------------------- | ---------------------------------- | ------ |
| 01   | Michael Schumacher    | Benetton-Ford                      | 92     |
| 02   | Damon Hill            | Williams-Renault                   | 91     |
| 03   | Gerhard Berger        | Ferrari                            | 35     |
| 04   | Mika Häkkinen         | McLaren-Peugeot                    | 26     |
| 05   | Jean Alesi            | Ferrari                            | 23     |
| 06   | Rubens Barrichello    | Jordan-Hart                        | 16     |
| 07   | David Coulthard       | Williams-Renault                   | 14     |
| 08   | Martin Brundle        | McLaren-Peugeot                    | 12     |
| 09   | Jos Verstappen        | Benetton-Ford                      | 10     |
| 10   | Mark Blundell         | Tyrrell-Yamaha                     | 8      |
| 11   | Olivier Panis         | Ligier-Renault                     | 7      |
| 12   | Heinz-Harald Frentzen | Sauber-Mercedes                    | 7      |
| 13   | Nicola Larini         | Ferrari                            | 6      |
| 14   | Christian Fittipaldi  | Footwork-Ford                      | 6      |
| 15   | Eddie Irvine          | Jordan-Hart                        | 6      |
| 16   | Ukyō Katayama         | Tyrrell-Yamaha                     | 5      |
| 17   | Éric Bernard          | Lotus-Mugen-Honda / Ligier-Renault | 4      |
| 18   | Karl Wendlinger       | Sauber-Mercedes                    | 4      |
| 19   | Andrea de Cesaris     | Jordan-Hart / Sauber-Mercedes      | 4      |
| 20   | Pierluigi Martini     | Minardi-Ford                       | 4      |
| 21   | Nigel Mansell         | Williams-Renault                   | 3      |
| 22   | Gianni Morbidelli     | Footwork-Ford                      | 3      |

| Pos. | Fahrer                 | Konstrukteur                                       | Punkte |
| ---- | ---------------------- | -------------------------------------------------- | ------ |
| 23   | Érik Comas             | Larrousse-Ford                                     | 2      |
| 24   | JJ Lehto               | Sauber-Mercedes / Benetton-Ford                    | 1      |
| 25   | Michele Alboreto       | Minardi-Ford                                       | 1      |
| 26   | Johnny Herbert         | Benetton-Ford / Ligier-Renault / Lotus-Mugen-Honda | 0      |
| 27   | Olivier Beretta        | Larrousse-Ford                                     | 0      |
| 28   | Pedro Lamy             | Lotus-Mugen-Honda                                  | 0      |
| 29   | Jean-Marc Gounon       | Simtek-Ford                                        | 0      |
| 30   | Alessandro Zanardi     | Lotus-Mugen-Honda                                  | 0      |
| 31   | David Brabham          | Simtek-Ford                                        | 0      |
| 32   | Mika Salo              | Lotus-Mugen-Honda                                  | 0      |
| 33   | Roland Ratzenberger    | Simtek-Ford                                        | 0      |
| 34   | Yannick Dalmas         | Larrousse-Ford                                     | 0      |
| 35   | Philippe Adams         | Lotus-Mugen-Honda                                  | 0      |
| 36   | Domenico Schiattarella | Simtek-Ford                                        | 0      |
| –    | Bertrand Gachot        | Pacific-Ilmor                                      | 0      |
| –    | Ayrton Senna           | Williams-Renault                                   | 0      |
| –    | Paul Belmondo          | Pacific-Ilmor                                      | 0      |
| –    | Philippe Alliot        | Larrousse-Ford / McLaren-Peugeot                   | 0      |
| –    | Hideki Noda            | Larrousse-Ford                                     | 0      |
| –    | Aguri Suzuki           | Jordan-Hart                                        | 0      |
| –    | Taki Inoue             | Simtek-Ford                                        | 0      |
| –    | Franck Lagorce         | Ligier-Renault                                     | 0      |

### Konstrukteurswertung
| Pos. | Konstrukteur     | Punkte |
| ---- | ---------------- | ------ |
| 01   | Williams-Renault | 108    |
| 02   | Benetton-Ford    | 103    |
| 03   | Ferrari          | 64     |
| 04   | McLaren-Peugeot  | 38     |
| 05   | Jordan-Hart      | 25     |
| 06   | Tyrrell-Yamaha   | 13     |
| 07   | Sauber-Mercedes  | 12     |

| Pos. | Konstrukteur      | Punkte |
| ---- | ----------------- | ------ |
| 08   | Ligier-Renault    | 11     |
| 09   | Footwork-Ford     | 9      |
| 10   | Minardi-Ford      | 5      |
| 11   | Larrousse-Ford    | 2      |
| 12   | Lotus-Mugen-Honda | 0      |
| 13   | Simtek-Ford       | 0      |
| –    | Pacific-Ilmor     | 0      |